# Transcendence (píseň, Lindsey Stirling)
Transcendence je skladba americké houslistky Lindsey Stirling. Skladba pochází z jejího debutového alba Lindsey Stirling. Píseň produkovala společně s producentem Markem G. V roce 2013 vyšla na DeLuxe verzi alba její orchestrální verze.

## Videoklip
Videoklip ke skladbě byl vydán 29. července 2011. Kameramanem byl Derek Pueblo. Ve videoklipu je Lindsey Stirling v jakémsi zajetí muže (Dalton Skinner), který za ní na zdi pouští různé projekce. Z jeho zajetí se osvobozuje hrou na housle.
Na YouTube má videoklip přes 8 milionů zhlédnutí.